# Луций Турпилий Декстер
Лу́ций Турпи́лий Де́кстер (лат. Lucius Turpilius Dexter; умер после 81 года) — римский политический деятель из плебейского рода Турпилиев, консул-суффект в 81 году.

## Биография
О происхождении Декстера нет никаких сведений. Между 64 и 65 годом он находился на посту проконсула провинции Крит и Киренаика. С сентября по октябрь 81 года Декстер занимал должность консула-суффекта вместе с Марком Мецием Руфом. Больше о его биографии ничего не известно.